# Occipício
Occipício é o termo anatômico para a porção posterior da cabeça.